# Vuurtoren van Sourdaras

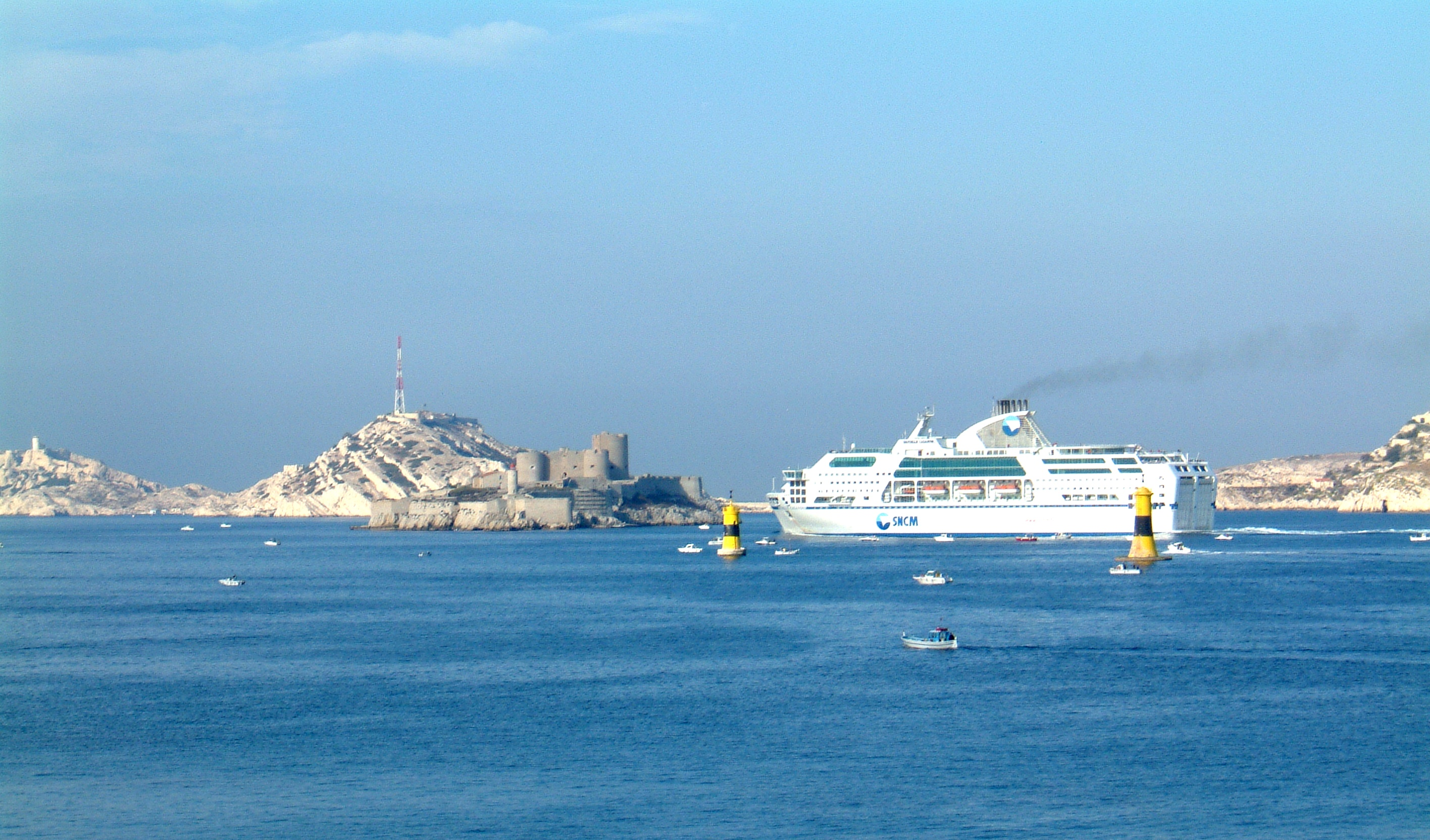
Voor de kust van Marseille. Midden: de vuurtoren van Sourdaras. Rechts: Torentje van Canoubier. Links: Ile d'If met het fort.

De vuurtoren van Sourdaras (begin jaren 1800) is een herkenningspunt in de Middellandse Zee ten westen van de Vieux-Port van Marseille. De vuurtoren ligt op de vaarweg tussen de Vieux-Port en Île d'If, en dit ten noordwesten van de Pointe Cadière met de eilandjes van Endoume. Het is een betonning tezamen met het torentje van Canoubier dat enkele honderden meters verder staat.
De vuurtoren is 19 meter hoog en staat op een rots in de zee. In 1912 werd de vuurtoren geëlektrificeerd en het knipperlicht geautomatiseerd.